# Giờ Viễn đông châu Âu
| Xanh dương nhạt | Giờ Tây Âu (UTC+0)                                               |
| xanh dương      | Giờ Tây Âu (UTC+0) Giờ mùa hè Tây Âu (UTC+1) Giờ mùa hè Anh Quốc |
| nâu             | Giờ Trung Âu (UTC+1) Giờ mùa hè Trung Âu (UTC+2)                 |
| kaki            | Giờ Đông Âu (UTC+2) Giờ mùa hè Đông Âu (UTC+3)                   |
| vàng            | Giờ Kaliningrad (UTC+2)                                          |
| lục nhạt        | Giờ Viễn đông châu Âu/ Giờ Moskva (UTC+3)                        |

Giờ Viễn đông châu Âu (tiếng Anh: Further-eastern European Time, viết tắt là FET) hoặc Giờ Đông Âu là múi giờ được xác định là ba giờ trước UTC (UTC+03:00) mà không có thời gian tiết kiệm ánh sáng ban ngày, khu vực này ngay lập tức cao hơn Giờ Đông Âu. Kể từ tháng 9 năm 2016, nó được sử dụng ở Belarus, miền tây Nga và Thổ Nhĩ Kỳ, và còn được gọi là Giờ Minsk, Giờ Moskva (MSK) hoặc Giờ Thổ Nhĩ Kỳ (TRT).
Khu vực này được thành lập vào tháng 10 năm 2011 là thời gian chính thức cho Tỉnh Kaliningrad ở Nga, và sau đó là Belarus. Ban đầu nó được gọi là Giờ Kaliningrad ở Nga; tuy nhiên, vào ngày 26 tháng 10 năm 2014, hầu hết Nga đã chuyển phần bù UTC trở lại sau một giờ, nghĩa là Giờ Kaliningrad giờ là UTC+02:00 và Giờ Moskva là UTC+03:00.
Một số quốc gia châu Phi và Trung Đông sử dụng UTC+03:00 suốt cả năm, trong đó được gọi là Giờ Đông Phi (EAT) và Giờ chuẩn Ả Rập (AST).

## Lịch sử
Cho đến năm 2011, Giờ Đông Âu giống hệt với Giờ Đông Âu (UTC+02:00; UTC+03:00 với thời gian tiết kiệm ánh sáng ban ngày). Tuy nhiên, vào ngày 27 tháng 3 năm 2011, Nga đã chuyển sang cái gọi là " thời gian tiết kiệm ánh sáng ban ngày quanh năm ", để đồng hồ sẽ duy trì vào thời điểm mùa hè quanh năm, khiến Thời gian Kaliningrad được đặt vĩnh viễn thành UTC+03:00, đặc biệt đặt thời gian của nó trước các nước về phía đông trong mùa đông. Belarus đã theo dõi Nga vào ngày 15 tháng 9 năm 2011, và quyết định tương tự được đưa ra bởi quốc hội Ukraina vào ngày 20 tháng 9 năm 2011. Sau những chỉ trích mạnh mẽ từ các phương tiện thông tin đại chúng, vào ngày 18 tháng 10 năm 2011, quốc hội Ukraina đã hủy bỏ quyết định trước đó. Vào năm 2014, Nga vĩnh viễn quay trở lại thời gian mùa đông quanh năm, khiến Thời gian Kaliningrad vĩnh viễn được đặt thành UTC+02:00 Transnistria, một lãnh thổ ly khai từ Moldova ở phía đông của sông Dniester giáp Ukraina, lần đầu tiên theo Ukraina Hơn nữa giờ Đông Âu nhưng sau đó hủy bỏ quyết định này.
Cái tên "Giờ miền đông châu Âu" dường như xuất phát từ công việc trên cơ sở dữ liệu tz.